# Гілда (Південна Кароліна)
Гілда (англ. Hilda) — місто (англ. town) в США, в окрузі Барнвелл штату Південна Кароліна. Населення — 418 осіб (2020).

## Географія
Гілда розташована за координатами 33°16′50″ пн. ш. 81°14′41″ зх. д. / 33.28056° пн. ш. 81.24472° зх. д. (33.280538, -81.244711).  За даними Бюро перепису населення США в 2010 році місто мало площу 8,05 км², з яких 7,95 км² — суходіл та 0,10 км² — водойми.

## Демографія
Згідно з переписом 2010 року, у місті мешкало 447 осіб у 185 домогосподарствах у складі 118 родин. Густота населення становила 56 осіб/км².  Було 222 помешкання (28/км²).
Расовий склад населення:
| - 87,9 % — білих - 10,7 % — чорних або афроамериканців - 0,4 % — корінних американців |

До двох чи більше рас належало 0,9 %. Частка іспаномовних становила 1,6 % від усіх жителів.
За віковим діапазоном населення розподілялося таким чином: 24,4 % — особи молодші 18 років, 60,2 % — особи у віці 18—64 років, 15,4 % — особи у віці 65 років та старші. Медіана віку мешканця становила 39,6 року. На 100 осіб жіночої статі у місті припадало 86,2 чоловіків;  на 100 жінок у віці від 18 років та старших — 88,8 чоловіків також старших 18 років.
Середній дохід на одне домашнє господарство  становив 43 639 доларів США (медіана — 34 792), а середній дохід на одну сім'ю — 48 988 доларів (медіана — 41 250). Медіана доходів становила 30 833 долари для чоловіків та 25 804 долари для жінок. За межею бідності перебувало 20,4 % осіб, у тому числі 39,0 % дітей у віці до 18 років та 8,3 % осіб у віці 65 років та старших.
Цивільне працевлаштоване населення становило 200 осіб. Основні галузі зайнятості: роздрібна торгівля — 22,5 %, освіта, охорона здоров'я та соціальна допомога — 22,5 %, виробництво — 12,0 %, транспорт — 11,0 %.